# Mitsubishi ASX
Op de IAA in Frankfurt presenteerde Mitsubishi in 2007 een studiemodel met de naam cX Concept, een cross-over. Het productiemodel werd in 2010 op de Autosalon van Genève gepresenteerd als Mitsubishi ASX. Het ontwerp lijkt sterk op die van de Outlander, zij het dat de auto wat lager en korter is. Hiermee positioneert Mitsubishi de ASX in dezelfde klasse als de Nissan Qashqai, Skoda Yeti en de Volkswagen Tiguan.
De ASX is leverbaar met twee motoren, de 117pk sterke 1.6 Cleartec-benzine en de 116pk sterke 1.8 DI-D Cleartec-diesel. Er zijn drie uitrustingsniveaus, de Inform (alleen leverbaar met de benzinemotor), de Intense en de Instyle. Tijdens de introductie was de ASX ook leverbaar als Intro Edition (leverbaar met een benzine- alsook een dieselmotor). De ASX wordt standaard geleverd met een start-stopsysteem.
Huidige modellen:
380 ·
Adventure ·
ASX ·
Challenger/Pajero Sport ·
Colt ·
Delica ·
Eclipse ·
eK ·
Endeavor ·
Freeca ·
Galant ·
Grandis ·
i ·
Jolie ·
Kuda ·
L200 ·
Lancer ·
Lancer Evo ·
Maven ·
Minica ·
Nativa ·
Outlander ·
Pajero ·
Pajero iO ·
Pajero Mini ·
Pajero Pinin ·
Raider ·
Space Gear ·
Strada ·
Town Box ·
Triton ·
Zinger
Historische modellen:
360 ·
3000GT ·
500 ·
Airtrek ·
Aspire ·
Carisma ·
Chariot ·
Cordia ·
Debonair ·
Diamante ·
Dignity ·
Dingo ·
Dion ·
Emeraude ·
Eterna ·
Expo ·
Forte ·
FTO ·
Galant GTO ·
Galant VR-4 ·
Jeep CJ-3B ·
Galant Lambda ·
GTO ·
Lancer 1600 GSR ·
Legnum ·
Libero ·
L200 ·
Magna ·
Mirage ·
Model A ·
Nimbus ·
Pajero Junior ·
Pistachio ·
Proudia ·
RVR ·
Sapporo ·
Sigma ·
Space Runner ·
Space Wagon ·
Space Star ·
Starion ·
Toppo ·
Tredia ·
Verada
Conceptauto's:
Concept CT MIEV ·
Concept D-5 ·
Concept EZ MIEV ·
Lancer Evolution ·
HSR ·
i ·
SE-RO ·
SST ·
Tarmac